# Dobra (Dürrröhrsdorf-Dittersbach)
Dobra ist ein Ortsteil der Gemeinde Dürrröhrsdorf-Dittersbach, die zum Landkreis Sächsische Schweiz-Osterzgebirge in Sachsen gehört. Der Ort wurde 1247 erstmals als „Dobrawe“ erwähnt. Dobra gehört seit 1974 zu Dürrröhrsdorf-Dittersbach, wurde aber bereits 1974 nach Stürza eingemeindet.

## Geographie
Der Ortsteil befindet sich etwa vier Kilometer südöstlich vom Zentrum Dürrröhrsdorf-Dittersbachs entfernt, die Kreisstadt Pirna ist von Dobra aus acht Kilometer in südwestlicher und die Landeshauptstadt Dresden rund zwanzig Kilometer in westlicher Richtung gelegen. Dobra befindet sich auf 280 m ü. NHN am nördlichen Rand der Sächsischen Schweiz, die sich als Teil des Elbsandsteingebirges bis an die Grenze zu Tschechien erstreckt. Umgeben ist das Dorf vorwiegend von landwirtschaftlich genutzten Flächen, vom westlich liegenden Porschendorf trennt Dobra ein etwa einen Kilometer langes Waldstück, in dem sich der Breite Stein befindet. Auch in südlicher Richtung nach Lohmen befindet sich ein Waldstück, ein dort gelegener Parkplatz kann als Ausgangspunkt für Wanderungen genutzt werden.
Im Süden des Dorfes entspringt der Dobrabach an der alten Dorfstraße (⊙). Er setzt sich nach Norden fort und durchfließt dabei, immer der Hauptstraße folgend, den kompletten Ort, bevor er am nördlichen Ortsende in den Stürzaer Bach mündet (⊙). Dieser fließt dann bei Dittersbach in die Wesenitz, einen Nebenfluss der Elbe. In Dobra kreuzen sich zwei sächsische Staatsstraßen: die S 164 verbindet Pirna mit Lohmen und führt durch Dobra bis in die Stadt Stolpen. Die S 161 beginnt in Eschdorf an der Staatsstraße 177 und führt durch Dittersbach, Dürrröhrsdorf, Dobra und Stürza bis zwischen die Städte Stolpen und Neustadt in Sachsen.
Der Ort befindet sich auf einer gleichnamigen, 4,78 km² großen Gemarkung, die im Nordosten an Niederhelmsdorf (zu Stolpen) grenzt. Östlich benachbart ist die Stürzaer Gemarkung, südlich grenzt Lohmen an Dobra an. Im Südwesten schließt sich die Gemarkung Porschendorf (zu Dürrröhrsdorf-Dittersbach) an, nordwestlicher Nachbarort ist Dürrröhrsdorf.

## Geschichte
| Jahr     | Einwohner |
| -------- | --------- |
| 1834     | 221       |
| 1871     | 256       |
| 1890     | 309       |
| 1910     | 311       |
| 1925     | 358       |
| 1933     | 358       |
| 1939     | 402       |
| 1946     | 435       |
| 1950     | 432       |
| 1964     | 398       |
| → Stürza |           |

Seine erstmalige Erwähnung fand der Ort am 22. September 1247 als Dobrawe in einer Schenkungsurkunde des böhmischen Königs Wenzel I. an den Bischof von Meißen. Der Name entstammt dem sorbischen Wort dobry für „gut“. Im 15. Jahrhundert wurde der Ort Dobir (1446), Dober (1463) oder Dobre (1472) genannt. Auch die Namensvariante Dobera (1484) ist überliefert. Im Jahr 1561 war Dobraw als Ortsname geläufig, 1591 hieß das Dorf Doberau und um 1600 Dober. Für das Jahr 1791 ist dann Dobra als Ortsname überliefert.
Dobra hat eine wechselvolle Verwaltungsgeschichte hinter sich. Das Dorf gehörte im 15. Jahrhundert zur Pflege Dresden. Zwischen dem 16. und dem 18. Jahrhundert unterstand es dem Amt Lohmen, zu Beginn des 19. Jahrhunderts war Dobra dann dem Amt Hohnstein zugehörig. Im Jahr 1856 änderte sich die Verwaltungszugehörigkeit erneut, sie ging auf das Gerichtsamt Stolpen über, ab 1875 wurde Dobra dann von der Amtshauptmannschaft Pirna aus verwaltet. Bevor Dobra 1838 durch die Sächsische Landgemeindeordnung Eigenständigkeit als Landgemeinde erhielt, war der Ort durch das Lehnswesen geprägt. Der sächsische Fürst (Dobra war Amtsdorf) übte 1547 die Grundherrschaft über 20 besessene Mann und 18 Inwohner aus, die 13 2⁄3 Hufen Land bewirtschafteten. Nach dem Ende des Siebenjährigen Krieges (1756–1763) war er Grundherr für 20 besessene Mann und elf Häusler auf 13 2⁄3 Hufen zu je 12–14 Scheffel.
Seit der Reformation  gab es in Dobra neben der kirchlichen auch eine schulische Zugehörigkeit zum Nachbarort Porschendorf. Letztere wurde 1881 mit der Errichtung eines eigenen Schulgebäudes aufgelöst. Im Jahr 1900 erstreckte sich um das Waldhufendorf Dobra eine 381 Hektar große Waldhufenflur, die von der Bevölkerung des Dorfes landwirtschaftlich genutzt wurde. Ein Adressbuch aus dem Jahr 1903 führt Dobra betreffend 59 Einträge, darunter einige Haus- und Gutsbesitzer und mehrere Handwerker. Gemeindevorsteher war Bruno Kirbach, dem auch das Erbgericht gehörte. Die Mühle im Ort gehörte Reinhold Hofmann. Die Einwohnerzahl stieg zwischen 1834 und 1910 von 221 auf 311. Mitte der 1920er Jahre lebten 358 Menschen in Dobra, von denen 349 der evangelisch-lutherischen Kirchgemeinde in Porschendorf angehörten. Sieben Personen im Dorf waren katholisch, die übrigen zwei anderer oder keiner Religion. Wie schon im 16. Jahrhundert pfarrte Dobra auch in der ersten Hälfte des 20. Jahrhunderts nach Porschendorf. Ehemals gehörte es kirchlich zu Oberhelmsdorf. Heute zählt Dobra zum Kirchspiel Stürza-Rathewalde.
Im Jahr 1937 war Robert Heinrich Bürgermeister der Gemeinde Dobra. Die inzwischen Landkreis genannte Amtshauptmannschaft Pirna kam nach dem Zweiten Weltkrieg in die Sowjetische Besatzungszone und 1949 zur DDR. Die seit 1875 bestehende Zugehörigkeit zu Pirna blieb nach der Gebietsreform 1952 nicht erhalten. Dobra wurde als selbstständige Gemeinde dem Kreis Sebnitz im Bezirk Dresden zugeordnet. Das bäuerliche Leben im Ort wurde nun nach dem Prinzip der Landwirtschaft in der DDR ausgerichtet. Zum 1. April 1974 endete die 1838 erlangte kommunale Selbstständigkeit Dobras mit der Eingemeindung in den Nachbarort Stürza.
Nach der Deutschen Wiedervereinigung kam Dobra zum wiedergegründeten Freistaat Sachsen. Da die Gemeinde Stürza mit ihren knapp 760 Einwohnern zu klein war, um weiterhin eigenständig bleiben zu können, wurde sie mit Wirkung zum 1. Januar 1994 nach Dürrröhrsdorf-Dittersbach eingemeindet. Als Ortsteil dieser Gemeinde bildet Dobra eine Ortschaft mit vierköpfigem Ortschaftsrat. Die folgenden Gebietsreformen in Sachsen ordneten Dürrröhrsdorf-Dittersbach 1994 dem Landkreis Sächsische Schweiz und 2008 dem Landkreis Sächsische Schweiz-Osterzgebirge zu. Das Dorf ist auch heute noch bäuerlich geprägt, so existieren viele Dreiseit- und Vierseitbauernhöfe entlang der Hauptstraßen. Mit dem Viertel „An der Hohen Straße“ entstand nach 1990 auch ein modernes Wohngebiet mit Eigenheimen.